# Конка (Ријети)
Конка (итал. Conca) је насеље у Италији у округу Ријети, региону Лацио.
Према процени из 2011. у насељу је живело 18 становника. Насеље се налази на надморској висини од 866 м.